# Botka József (alezredes)
Névedi Botka József Sándor Ede (Pápa, 1890. május 1. – Székesfehérvár, 1952. június 12.), huszáralezredes.

## Élete
Az ősrégi nemesi származású névedi Botka családnak a sarja. Apja névedi Botka Jenő (1857–1921), földbirtokos, Pápa városi képviselője, anyja Schneider Etelka (1867–1942). Az apai nagyszülei névedi Botka Imre (1824–1879), földbirtokos, és nedeczei Nedeczky Emma (1833–1866) voltak. Az anyai nagyszülei Schneider Lipót (1820–1894), pápai városi es megyebizottsági tag, malomtulajdonos, és Schlosser Katalin (1836–1892) voltak. Botka Józsefnek az apai nagyapjának a fivérei: névedi Botka János (1828–1908), 1848-as honvédszázados, a keszthelyi 48-as párt díszelnöke, a kapornaki járás alszolgabírója, földbirtokos, valamint névedi Botka Mihály (1823–1871) országgyűlési követ, Zala vármegye alispánja, földbirtokos.
A Ludovika Akadémia elvégzése után 1911. augusztus 18-án a pápai 7. honvéd huszárezredben kezdte meg tényleges katonai szolgálatát. Az első világháborúban is mint szakasz-, majd századparancsnok a fend alakulatban teljesített frontszolgálatot. 1919. december 22. és 1921. február 28. között a 2. huszárezred állományában, ezt követően 1924. szeptember 1.-ig a székesfehérvári honvédkerület parancsnokságán szolgált. Utána a budapesti vámőrkerületi parancsnokságra került, majd rövidesen a székesfehérvári II. hadtestparancsnokságon volt lónyilvántartó dszt. 1928-29-ben a törzstiszti, 1932-ben a lovas törzsüszd tanfolyamot végezte el. 1930. április 1-től a székesfehérvári, 1938. november 1.-től pedig a sárbogárdi járási katonai, majd 35. kiegészítő parancsnokságon tevékenykedett mint lónyilvántartó tiszt. 1929. május 1-én őrnaggyá, 1939. május 1.-től pedig alezredessé léptették elő. 1940. december 1.-től a székesfehérvári 4. kiegészítő parancsnokságon szolgált. Utolsó szolgálati helye 1941. június 1. és 1944. június 1. között Kassán a VIII. hadtest levente-parancsnoksága volt. 1944. június 20-án nyugállományba vonult. Amerikai hadifogsága 1945. május 22-től október 7-ig tartott.

## Házassága és leszármazottjai
Budapesten, 1915. augusztus 18-án feleségül vette a római katolikus nemesi származású lukanényei Luka Mária (Budapest, 1896. október 22.–Budapest, 1976. május 28.) kisasszonyt, akinek a szülei lukanényei Luka Pál (1851–1920), tiszti főügyész, országgyűlési képviselő, és ebeczki Blaskovich Mária (1858–1922) voltak. Az apai nagyszülei lukanényei Luka Lajos (1825–1891), Hont vármegye országgyűlési képviselője, magyar királyi koronauradalmi számtartó, és lukanényei Luka Mária (1832–1909) voltak. Botka Józsefné Luka Mária fivére lukanényei Luka Pál (1891–1959), magyar királyi százados volt. Botka József és Luka Mária frigyéből született:
- Botka Eszter. Férje: Füzessy Béla.
- Botka József (1917.–Kőszeg, 1934. május 17.).[19]
- Botka Margit. Férje: dr. Sepsy János.
- Botka László
- Botka Imre